# Послания Ивана Грозного Стефану Баторию
Послания русского царя Ивана Грозного королю Речи Посполитой Стефану Баторию направлялись, начиная с 1576 года. В сборники сочинений царя обычно включают два письма, написанных в 1579 и 1581 годах. Первое носит остро полемический характер. Во втором Иван Грозный поднимает новые для себя темы — критикует «бесерменство» и намекает на возможность унии православной и католической церквей.